# Finn Tøraasen
Finn Webjørn Tøraasen (Oslo, 1º giugno 1936 – Oslo, 2 maggio 2018) è stato un calciatore norvegese, di ruolo difensore.

## Carriera

### Club
Tøraasen ha vestito la maglia dello Skeid, con cui ha conquistato due edizioni del Norgesmesterskapet (1958 e 1963). Ha disputato 2 partite nelle competizioni europee per club, la prima delle quali in data 15 settembre 1964, quando è stato schierato titolare nella vittoria per 1-0 sull'Haka, in una sfida valida per l'edizione stagionale della Coppa delle Coppe. Ha totalizzato 103 presenze e 11 reti nella massima divisione locale, tra il 1954 ed il 1964.

### Nazionale
Tøraasen ha giocato una partita per la Norvegia under 21. Il 1º settembre 1957 è stato infatti in campo nella sconfitta per 1-2 patita contro la Finlandia.

## Palmarès

### Club
- Coppa di Norvegia: 2

Skeid: 1958, 1963